# 田村秀夫
田村 秀夫（たむら ひでお、1923年 - 2003年6月13日）は、日本の経済史学者、中央大学名誉教授。16〜17世紀の英国政治経済史が専門。

## 来歴
中央大学経済学部卒。樺俊雄に学ぶ。1961年「ピューリタン革命期の社会思想研究」で中大経済学博士。中大経済学部助教授、教授、98年定年退任、名誉教授。

## 著書
- 市民社会の発展と社会思想　三和書房、1957
- 社会思想史序説 近代社会観の形成　中央経済社、1958.
- イギリス革命思想史 ピューリタン革命期の社会思想　創文社、1961.
- 近代社会の思想史　中央経済社,1962.
- イギリス・ユートウピアの原型 トマス・モアとウィンスタンリ　中央大学出版部、1968.
- 西洋史の旅　人物往来社、1968.
- 社会思想 歴史と風土　芦書房、1970.
- イギリス革命 歴史的風土　中央大学出版部、1973.
- フランス革命史 思想と行動の軌跡　大東出版センター、1974
- イギリス革命とユートゥピア ピューリタン革命期のユートゥピア思想　創文社、1975
- イギリスの旅 歴史を訪ねて　三修社、1976.8. 改題「イギリス歴史の旅」
- ヨーロッパの旅 歴史を訪ねて　三修社、1977.8. 改題「ヨーロッパ歴史の旅」
- ユートピアの成立 トマス・モアの時代　中央大学出版部、1978.7.
- イギリス革命と現代　研究社出版、1979.5.
- ルネサンス 歴史的風土　中央大学出版部、1979.11.
- マルクス・エンゲルスとイギリス　研究社出版、1983.
- マルクスとその時代　中央大学出版部、1983.3.
- 社会思想の展開 歴史的風土　中央大学出版部,1984.10.
- ヨーロッパ古城・寺院の旅　三修社,1984.6.
- ユートピアへの接近 社会思想史的アプローチ　中央大学出版部、1985.9.
- 社会思想史の視点 研究史的接近　中央大学出版部、1990.6.
- ユートピアの展開 歴史的風土　中央大学出版部、1991.10.
- 社会思想史への道　中央大学出版部、1995.1.
- トマス・モア　研究社出版、1996.12.
- 社会史の展開 宗教と社会　中央大学出版部、1997.6.
- ユートウピアと千年王国 思想史的研究　中央大学出版部、1998.10.

## 共編著
- 市民社会批判の系譜　中央大学出版部、1973.
- トマス・モア研究 責任編集　御茶の水書房、1978.6.
- イギリス革命と千年王国　同文館出版、1990.6.
- クロムウェルとイギリス革命　聖学院大学出版会、1999.10.
- 千年王国論 イギリス革命思想の源流　研究社出版、2000.5.

## 翻訳
- イギリス革命 1640年　クリストフア・ヒル編 創文社、1956.

## 参考
- 「田村秀夫教授略歴ならびに著作目録」Sociologica 1998-12